# Ramon Casanova i Danés
Ramon Casanova i Danés (Campdevànol, 1892 — Barcelona, 1968) fue un ingeniero, inventor, empresario y político catalán. Fue hermano de la filóloga Concepció Casanova i Danés e hijo de Damià Casanova i Costa.

## Trayectoria
Su padre fue Damià Casanova i Costa, empresario metalúrgico de Campdevànol y político de ideología democristiana y catalanista que llegó a ser alcalde de Campdevànol entre 1931 y 1933. Ramon colaboró con su padre y su abuelo en la fragua familiar fundada por este último. La comarca era un centro de producción metalúrgica desde el siglo XV, pero estaba quedando rezagado en competencia con los modernos altos hornos del País Vasco. Contribuyó a modernizar los métodos de producción obsoletos con técnicas metalúrgicas pioneras en España, principalmente en lo referente a la estampación de metales y la producción de acero inoxidable. En 1917 la empresa familiar consigue un contrato con la Hispano-Suiza para fabricar piezas de automóvil, para lo que se creó un taller en Ripoll con Ramon al frente. La fragua que heredó, Farga Casanova (anteriormente Farga Grau y después Farga Font i Cia.) sigue existiendo en la actualidad como empresa pública bajo el nombre Comforsa. Fue en Ripoll donde se ganó el sobrenombre de el boig de l'Hispano (el loco del Hispano), por sus inventos y el barrio de Sorribes donde vivía, llamado el hispano por la industria que él dirigía.
En materia política tenía ideas catalanistas, fue uno de los fundadores de Acción Catalana en 1922. Posteriormente tomó posturas más radicales, participó en la Unió Socialista de Catalunya y en Palestra. De talante humanista, vivió una época de gran conflictividad social cuyas inquietudes se reflejan en opúsculos como L'Hora Patronal (1910), en el que promovía unas relaciones más armoniosas entre patrones y obreros o L'arrancada. Participó intensamente de la vida intelectual de su tiempo, relacionándose con numerosos intelectuales y políticos de su época. Colaboró con publicaciones como La Veu de Catalunya y La Publicitat. Fue además un entusiasta de diversos deportes: automovilismo, ciclismo, esquí, boxeo, fútbol, etc.
Tras la Guerra Civil se exilió en Francia entre 1939 y 1945 pero tras la ocupación alemana decidió regresar a España y establecerse en Barcelona hasta su muerte en 1968.

### Inventor
En la empresa de su padre y junto con éste desarrolló numerosas innovaciones en materia de estampado y metalurgia, entre ellas un martinete operado por barras de torsión y motores eléctricos hacia 1910, además de otras patentes como un sistema de válvulas concéntricas para motores de combustión interna, o un abrelatas con rodetes y palanca, un automóvil propulsado por una hélice o unos patines para deslizarse sobre la hierba.

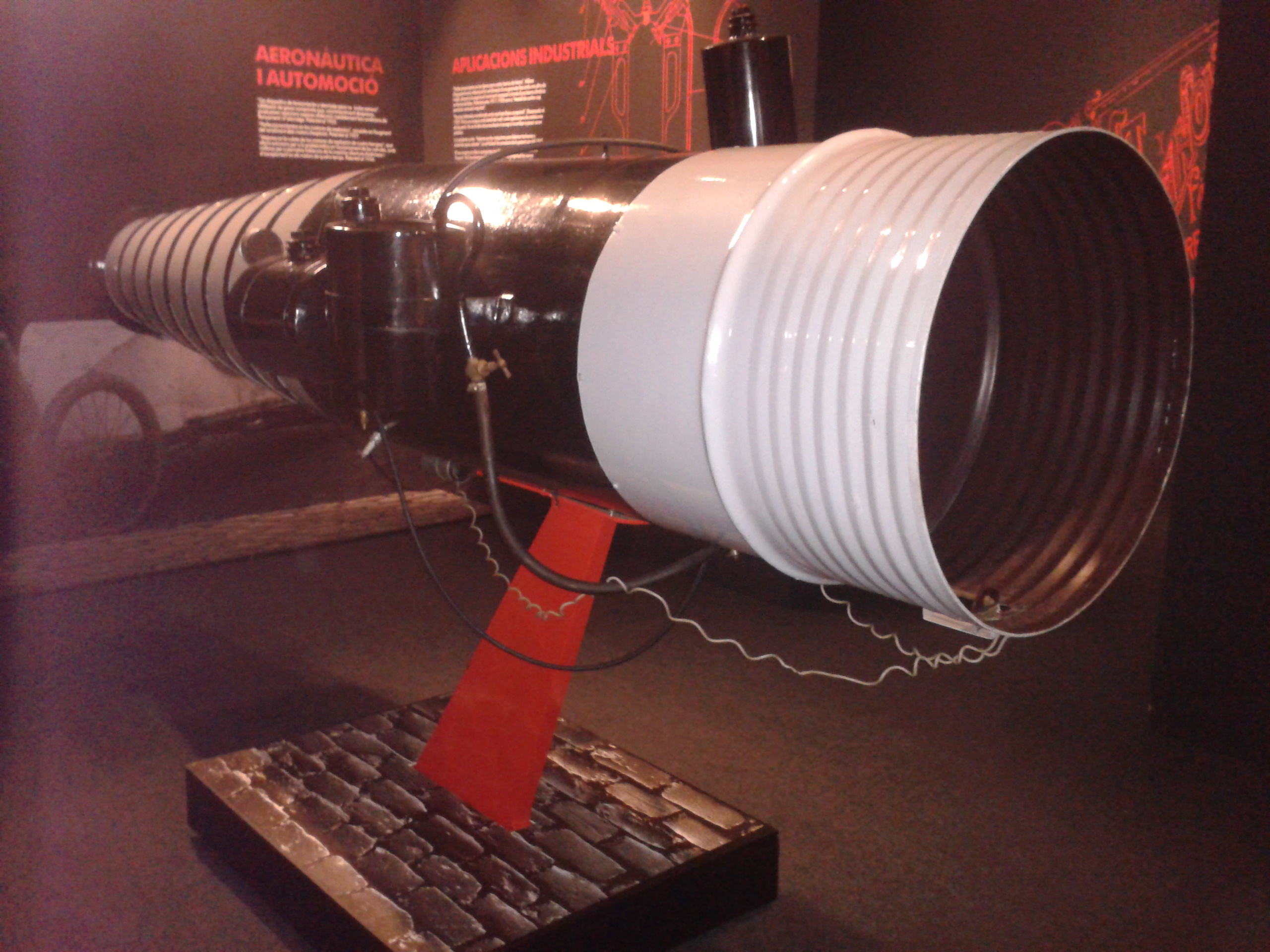
Reproducción del pulsorreactor de Casanova.

Una de sus pasiones era la aviación por lo que se interesó por las turbinas y las técnicas de propulsión más modernas. Hacia 1913 comenzó a construir un prototipo de turborreactor que funcionaba con acetileno. Este no dio resultados satisfactorios, por lo que diseñó otro propulsor mucho más sencillo, basado en el principio del pulsorreactor, que patentó en septiembre de 1917 con el nombre de Motor de explosión para toda clase de vehículos. 
Este motor de explosión o de propulsión por reacción directa, como lo llamaba él al principio de funcionamiento, operaba con acetileno durante el arranque y una vez alcanzada una cierta temperatura se comenzaba a inyectar gasolina. Este era un concepto muy innovador en la época y aunque ya existían diseños similares al de Casanova, este vio con asombro como un diseño muy similar al suyo se hacía universalmente conocido durante la Segunda Guerra Mundial, el Argus As 014, que propulsó a la Fieseler Fi 103, la famosa V1, el primer misil de crucero de la historia. El Argus tenía un diseño de las válvulas de admisión más avanzado pero el principio de funcionamiento era el mismo. 
El prototipo original se perdió, probablemente durante la Guerra Civil, pero en la actualidad existe una copia que se exhibe en el Museo de la Ciencia y de la Técnica de Cataluña. También tiene una sección dedicada en el US Space and Rocket Center de Huntsville, Alabama.